# Smartwings
Smartwings, a.s. (precedentemente Travel Service, as) è una compagnia aerea leisure a basso costo, con sede nella proprietà dell'aeroporto di Praga a Ruzyně. È la più grande compagnia aerea della Repubblica Ceca e opera voli sia di linea che charter, principalmente verso destinazioni turistiche, e noleggia i suoi aerei anche ad altre compagnie aeree. Si è fusa con Czech Airlines nel 2024 e ha filiali in Polonia, Ungheria e Slovacchia.

## Storia

### Travel Service
Smartwings è stata fondata nel 1997, con il nome di Travel Service. Inizialmente si concentrava soprattutto sull'operare voli charter per tour operator cechi. Il suo primo aereo fu un Tupolev Tu-154M. Nel 2000, Travel Service ha ricevuto il suo primo Boeing 737-400. Da allora la compagnia aerea gestisce principalmente una flotta di velivoli Boeing.
Nel 2004, Travel Service ha lanciato il suo marchio a basso costo Smartwings e ha noleggiato due Boeing 737-500 da Lufthansa. Entrambi i velivoli sono stati dipinti con la livrea della nuova Smartwings. L'ex presidente ceco Václav Klaus ha partecipato alla cerimonia di apertura, che si è tenuta il 1º maggio 2004.
Nel 2007, la compagnia ha trasportato 2,2 milioni di passeggeri e un anno dopo circa 2,3 milioni. Nel 2014 ha trasportato 4,3 milioni di passeggeri, di cui circa 1,2 su voli di linea con il marchio Smartwings.
Il 18 settembre 2007, il gruppo Icelandair ha acquisito il 50% del capitale del vettore e ha acquistato ulteriori azioni per portare la sua partecipazione all'80% nell'aprile 2008. Nel dicembre dello stesso anno ha ridotto la sua partecipazione al 66% vendendo azioni agli altri azionisti. Nel 2009, la sua partecipazione è stata ulteriormente diluita al 50,1% attraverso una nuova emissione di azioni; ha inoltre venduto una parte ad altri proprietari, arrivando a possedere il 30%. Nel 2009, Icelandair ha trasformato la sua partecipazione del 30% in Travel Service in una nuova società, che è stata rilevata dai creditori di Icelandair. Il gruppo di investimento cinese CEFC China Energy deteneva una partecipazione del 49,9% in Travel Service.
Nel 2013, Travel Service ha annullato l'ordine per il Boeing 787 Dreamliner e ha ordinato dei Boeing 737 MAX 8.
Nel 2014, Travel Service ha acquistato il 34% di Czech Airlines, e nel 2017 ha acquistato ulteriori quote da Prisko e Korean Air, arrivando a possedere il 98%.

### Rilancio come Smartwings
Nell'ottobre 2017 Travel Service ha annunciato che intendeva trasferire il proprio marchio in una holding, trasferendo tutte le sue operazioni sotto il marchio Smartwings. Nel 2018 è stato annunciato che la livrea Travel Service sarebbe stata sostituita dalla livrea Smartwings. Sempre in quell'anno sono iniziate le consegne del nuovo Boeing 737 MAX.
Il rebranding di Travel Service in Smartwings, il nome della sua ex controllata a basso costo, è stato completato nel dicembre 2018.
Nel marzo 2019, Smartwings ha annunciato l'intenzione di fondare una sussidiaria tedesca entro la fine del 2019, nonché di portare la sua controllata Czech Airlines a una flotta interamente di Boeing 737. A seguito della Pandemia di COVID-19, la compagnia ha modificato i piani, con Czech Airlines che ha presentato un nuovo ordine con Airbus. Il 26 ottobre 2024 verrà interamente assorbita da Smartwings, la quale continuerà ad operare gli Airbus A320 e i nuovi A220-300 con i propri codici di volo, ma con la livrea di Czech Airlines.
Nel febbraio 2021, Smartwings ha annunciato il ritorno in servizio del Boeing 737 MAX entro la fine del mese, la prima compagnia aerea europea a farlo dopo l'interdizione al volo di questo tipo di velivolo durata quasi due anni.

## Flotta

### Flotta attuale

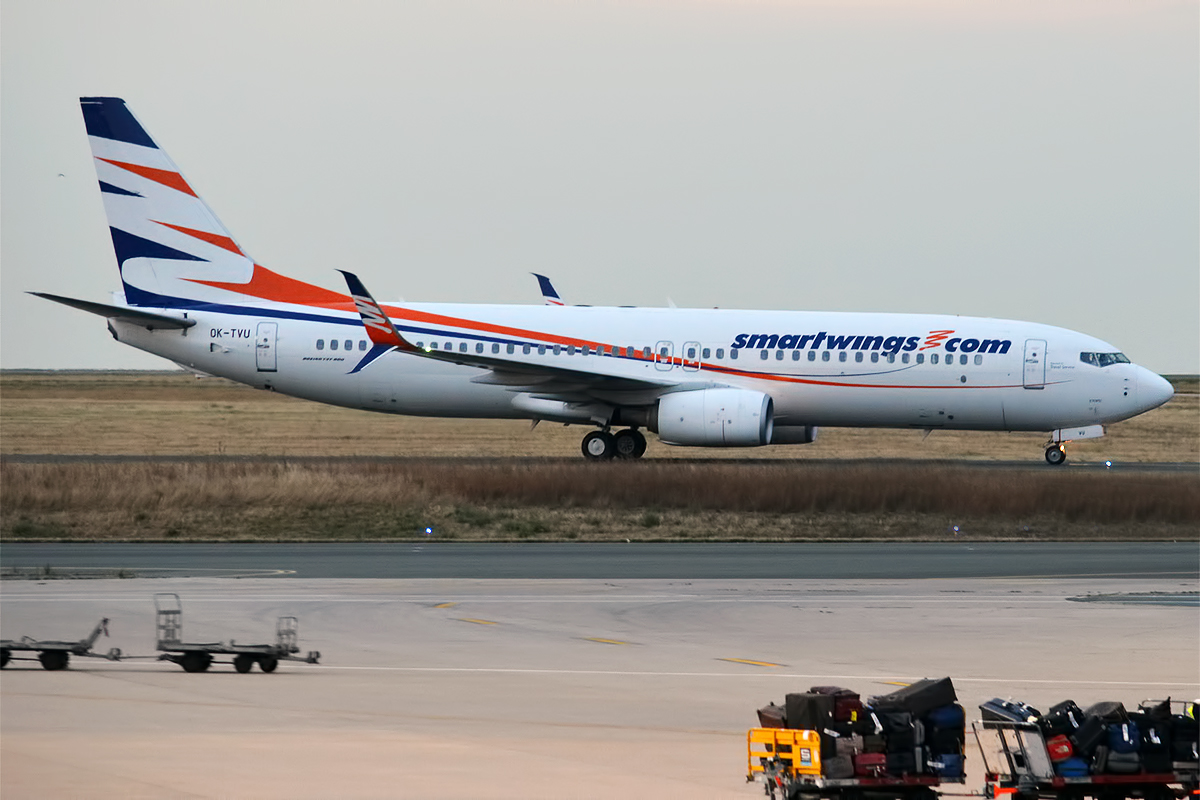
Un Boeing 737-800.

Ad aprile 2025 la flotta di Smartwings è così composta:

### Flotta storica
Smartwings operava in precedenza con i seguenti aeromobili: